# Pont de Maurzyce
Le pont de Maurzyce est le premier pont routier entièrement soudé au monde. Il traverse la rivière Słudwia à Maurzyce, près de Łowicz en Pologne. 

## Historique

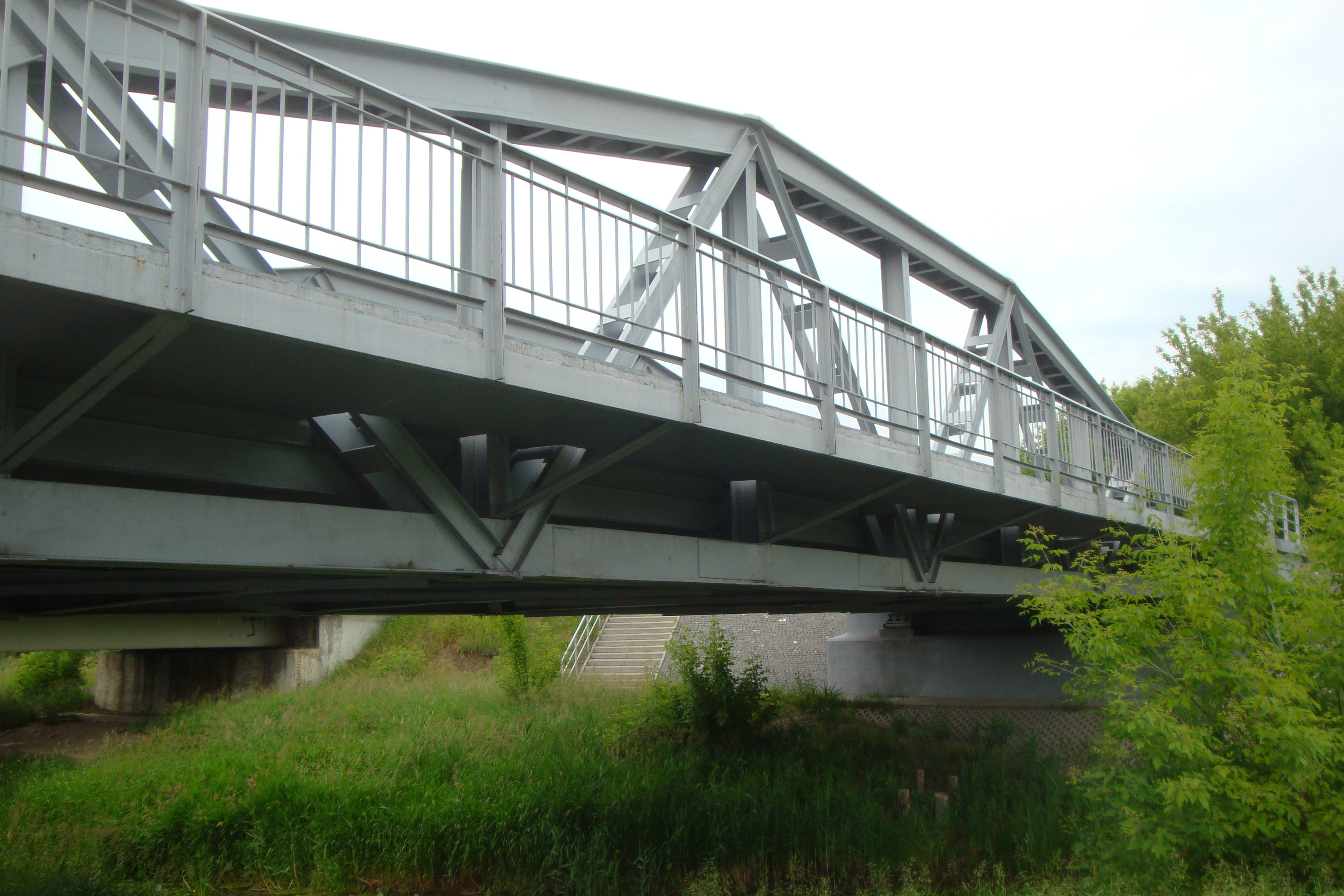
Pont Maurzyce, sur la rivière Słudwia.

Conçu et réalisé par Stefan Bryła, le pont de Maurzyce a été ouvert à la circulation en décembre 1928. Le soudage à l'arc remplaça les rivets utilisés jusqu'alors ce qui facilita la construction, baissa sa masse de quatorze tonnes et réduisit son coût.
Les investisseurs ont été rapidement convaincus par la soudure, néanmoins le pont de Maurzyce resta pendant longtemps l'unique construction réalisée en Pologne avec cette technologie.
Le pont se trouvait sur la route nationale 92. Au fil du temps, ses dimensions ne répondaient plus aux besoins du trafic moderne. Pour cette raison, en 1977, il a été déplacé de vingt mètres au nord et remplacé par un pont plus large.
En raison de sa grande valeur historique et technique il a été classé monument historique le 22 novembre 1968.
Après une rénovation complète achevée en 2009, il est accessible aux visiteurs.

## Philatélie
En 2008, la poste polonaise émet un timbre représentant le pont de Maurzyce.